# Runavík
Runavík (em dinamarquês: Runevig) é uma pequena localidade das Ilhas Feroé, situada no sul da ilha de Eysturoy, e localizada na margem esquerda do fiorde Skálafjørður.

Tem 575 habitantes (2025), e é sede da comuna de Runavík.

Runavík foi fundada em 1916, tendo recebido este nome em 1938.
Muitos habitantes de Runavík trabalham na pesca, e no fabrico de filetes de salmão.

A cidade e os seus arredores têm uma atmosfera idílica muito apreciada pelos turistas.

## Clubes
- NSÍ Runavík (futebol)

## Personalidades ligadas a Runavík
- Týr (grupo musical)

## Geminações
- Egilstaðir,  Islândia
- Hjørring,  Dinamarca
- Ísafjørður,  Islândia
- Uummannaq,  Gronelândia